# The Christmas Chronicles
The Christmas Chronicles (Brasil: Crônicas de Natal / Portugal: Crónicas de Natal) é um filme de comédia de Natal americano de 2018 dirigido por Clay Kaytis a partir de um roteiro de Matt Lieberman. O filme é estrelado por Kurt Russell, Judah Lewis, Darby Camp, Lamorne Morris, Kimberly Williams-Paisley e Oliver Hudson. É o primeiro filme da série de Crônicas de Natal. O filme foi produzido pela 1492 Pictures e Wonder Worldwide, e foi lançado em 22 de novembro de 2018 na Netflix.
A trama segue duas crianças, Kate e Teddy, que notam o Papai Noel em sua casa e pulam em seu trenó com suas renas; no entanto, o trenó eventualmente apresenta mau funcionamento e bate, e os presentes de Natal são perdidos. À medida que a manhã de Natal se aproxima, cabe às crianças e ao Papai Noel salvar o Natal, entregando corretamente todos os presentes.

## Elenco
- Kurt Russell como Papai Noel, uma figura mágica que traz presentes para as pessoas na noite de Natal, quando estão dormindo.
- Darby Camp como Kate Pierce, uma entusiasmada menina de 10 anos que é a irmã mais nova de Teddy. Ao contrário de Teddy, Kate tem fé no Papai Noel e decide encontrar o trenó do Papai Noel na véspera de Natal.
- Judah Lewis como Teddy Pierce, um menino de 16 anos e irmão mais velho de Kate, que se tornou um rebelde após a perda de seu pai.
- Lamorne Morris como Mikey Jameson, um policial que mora em Chicago, Illinois.
- Kimberly Williams-Paisley como Claire Pierce, a mãe viúva de Teddy e Kate. Ela é enfermeira em um hospital em Lowell, Massachusetts.
- Oliver Hudson como Doug Pierce, o falecido pai de Teddy e Kate e o falecido marido de Claire.
- Martin Roach como Dave Poveda, policial que mora em Chicago, Illinois, e não se lembra do Papai Noel.
- Vella Lovell como Wendy, uma anfitriã de um restaurante e aspirante a estilista.
- Tony Nappo como Charlie Plummer, um ex-barman.
- Steven van Zandt como Wolfie, um presidiário que antes queria ser músico.
- Marc Ribler como Dusty, um preso que antes queria ser músico.
- Goldie Hawn como Sra. Claus, esposa do Papai Noel[6]